# Laurelton (Queens)
Laurelton est un quartier de la municipalité de New York, situé au sud-est de l'arrondissement du Queens.

## Toponymie
Laurelton tire son nom de la gare de Laurelton sur la Long Island Rail Road, qui a été nommée d’après les lauriers qui y poussaient autrefois.

## Situation
Laurelton est délimité par le quartier de Cambria Heights au nord, par Rosedale à l'est et par Springfield Gardens au sud et à l'ouest. 
Il se situe dans le district communautaire 13 du Queens ; ses codes postaux sont 11413 et 11422. Il est patrouillé par le 105e commissariat du département de police de New York.

## Démographie
Composition ethno-raciale en 2010, :
- Blancs non hispaniques (1,5 %)
- Hispaniques et Latinos (5,5 %)
- Asiatiques (0,7 %)
- Noirs (90,1 %)
- Métis (1,6 %)
- Autres (0,7 %)